# Дебальцевське збройне повстання 1905 року
Дебальцевське збройне повстання 1905 року — виступ робітників селища Дебальцевого (Донбас) проти самодержавства в період революції 1905-07 рр. Повстання проходило під керівництвом більшовиків.
У грудні 1905 року в Дебальцевому було створено бойовий організаційний страйковий комітет, сформовано бойову дружину, народну міліцію. Повстання почалося 8(21).XII страйком залізничників, до якого приєдналися робітники механічного заводу, навколишніх шахт, селяни. 9 (22).XII влада в Дебальцевому перейшла до рук розпорядчого комітету, за наказом якого бойові дружини роззброїли поліцію й вояків, конфіскували зброю. 
Загони дружинників Дебальцевого брали участь у Авдіївському виступі робітників 1905 року й Торлівському збройному повстанні 1905 року.
21.XII 1905 р. (3.1.1906 р.) повстання придушили царські війська.